# Ophioblennius trinitatis
Ophioblennius trinitatis es una especie de pez perciforme de la familia de los blénidos.

## Morfología
Los machos alcanzan hasta 5,6 cm de longitud total. El cuerpo de los adultos es castaño oscuro o claro según la situación y el estado de ánimo del pez y las aletas escotadas amarillas. Los ejemplares jóvenes tienen el dorso verde oliváceo y el vientre amarillo claro , aunque a veces son totalmente amarillos.
Es ovíparo.

## Distribución
Es un pez endémico de los arrecifes de coral del suroccidente del Océano Atlántico, frente a la costa de Brasil, los archipiélagos de San Pedro y San Pablo y Fernando de Noronha y a las islas Trinidad y Martín Vaz.  Habita entre la superficie y los 53 m de profundidad, aunque los adultos generalmente no se sumergen a más de 4 m y solamente los ejemplares jóvenes van más allá.